# NGC 2934
NGC 2934 је галаксија у сазвежђу Лав која се налази на NGC листи објеката дубоког неба.
Деклинација објекта је + 17° 3' 18" а ректасцензија 9h 37m 55,1s. Привидна величина (магнитуда) објекта NGC 2934 износи 16,0 а фотографска магнитуда 17,0. NGC 2934 је још познат и под ознакама NPM1G +17.0268, PGC 1523531.